# Liste der Straßen und Plätze in Berlin-Gesundbrunnen

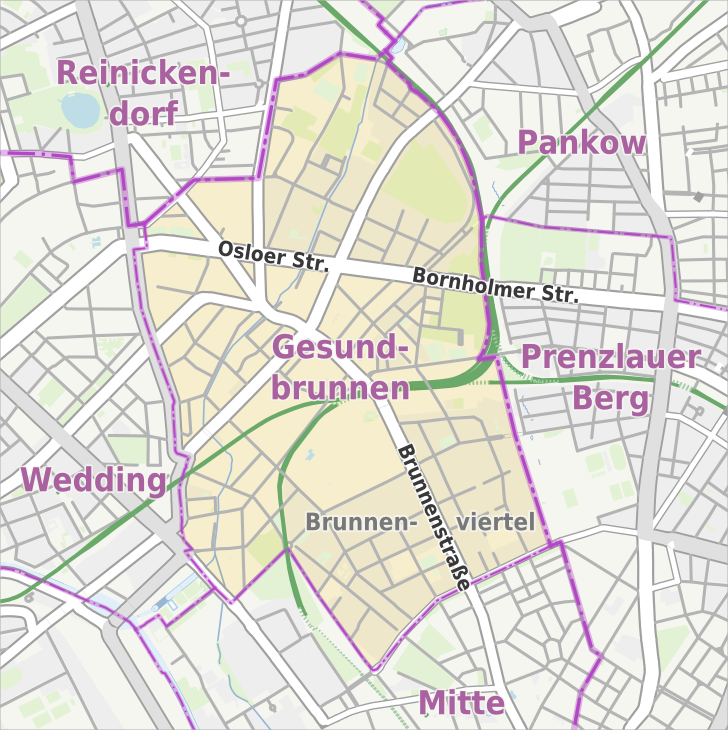
Übersichtskarte von Berlin-Gesundbrunnen

Die Liste der Straßen und Plätze in Berlin-Gesundbrunnen beschreibt das Straßensystem im Berliner Ortsteil Gesundbrunnen mit den entsprechenden historischen Bezügen. Gleichzeitig ist diese Zusammenstellung ein Teil der Listen aller Berliner Straßen und Plätze.

## Überblick

### Ortslage
Eine frühe kartographische Erwähnung des Gesundbrunnens ist ein mehrfach kopierter Plan von 1757, der die Besitzverhältnisse vor der Anlage des Brunnens beschreibt. Landwirtschaft, die Einrichtung einer Mühle und die Nutzung der in unmittelbarer Nähe gelegenen Quelle gehörten zu den ersten Ansätzen der Erschließung. Die Heilquelle, als Luisenbad Ausflugsziel für die Berliner, hatte um die Wende vom 18. zum 19. Jahrhundert zur Ausprägung der Badstraße als bürgerlichen Boulevard mit zahlreichen Volksgärten, Restaurationsbetrieben und Theatern geführt. Industrialisierung und Bevölkerungszunahme ließen seit Mitte des 19. Jahrhunderts aus dem ländlichen Gesundbrunnen ein dicht bebautes Industrie- und Arbeiterviertel entstehen. Nach der deutschen Teilung wurde der Gesundbrunnen mit seinem Umsteigebahnhof bis 1961 zum Umschlagplatz zwischen Ost und West, geprägt von Ladenzeilen, Wechselstuben und Grenzkinos. Im Jahr 2000 beschloss die Bezirksverordnetenversammlung Wedding, dass es im neuen Bezirk Mitte einen Ortsteil Gesundbrunnen geben wird. Dieser Ortsteil ist größer als der historische Gesundbrunnen und schließt auch Teile der früheren Oranienburger und Rosenthaler Vorstadt ein. Das Gebiet liegt innerhalb der Grenzen des ehemaligen Bezirks Wedding zu Reinickendorf, Pankow, Prenzlauer Berg und Mitte sowie östlich der Reinickendorfer Straße, des Weddingplatzes und der Chausseestraße.
Gesundbrunnen hat 95.132 Einwohner (Stand: 31. Dezember 2024) und umfasst die Postleitzahlengebiete 13347, 13353, 13355, 13357, 13359 und 13409.

### Straßensituation
Im Ortsteil liegen nach der amtlichen Straßenliste drei Plätze und 82 Straßen. In dieser Liste sind darunter vier Meter der Berg-, 40 Meter der Bellermann-, 40 Meter der Demminer, 60 Meter der Kunkel-, 40 Meter Lortzing-, 50 Meter der Orth- und 30 Meter der Ruppiner Straße (nach RBS) als Fußweg klassiert. Zum Hauptstraßensystem gehören als übergeordnete Straßenverbindungen Bad-, Brunnen-, Bernauer, Bornholmer, Osloer Straße, Pank-, Residenz-, Schwedenstraße, Prinzenallee und Wollankstraße. Diese Verkehrswege des Landes sind durch regionale (bezirkliche) Straßenverbindungen Drontheimer, Exerzier-, Kolonie- und Schulstraße und die Ergänzungsstraßen Behmstraße, Böttgerstraße, Gartenstraße, Gleimstraße, Gustav-Meyer-Allee, Hochstraße, Hussitenstraße, Liesenstraße, Neue Hochstraße, Reginhardstraße, Rügener Straße, Scheringstraße, Schönwalder Straße und Wiesenstraße. Die Plätze des Ortsteils besitzen unterschiedliche (OKSTRA-)Kategorisierungen: der Gartenplatz ist mit seinen Fahrbahnen als Gemeindestraße kategorisiert, während der Hanne-Sobek-Platz mit „N“ nicht dem Bezirk untersteht. Dagegen zählt der Vinetaplatz als Fußgängerbereich („F“). Bundesstraßen, deren Betreuung dem Land Berlin übergeben und sodann dem bezirklichen Straßenamt übergeben wurden, liegen keine im Ortsteil.
Die Entwicklung des Straßensystems im Ortsteil beruht auf dem Anlegen von Verkehrswegen entlang der Besiedlung des Gebiets von Berlin her. Änderungen an den Grenzen zu Pankow oder die Korrekturen der Bezirksgrenzenänderungen von 1938 wirkten sich aus. Letztlich beeinflusste die Berliner Teilung, Mauerbau und die Entwicklung nach der Wende Nutzung und Ausbau oder Sanierung der Verkehrswege des Ortsteils. In der folgenden Liste sind 116 Straßen und Plätze, davon 17 die über die Ortsteilgrenze weiterführen, aufgenommen.

## Übersicht der Straßen und Plätze
Die nachfolgende Tabelle gibt eine Übersicht über die vorhandenen Straßen und Plätze im Ortsteil sowie einige dazugehörige Informationen.
- Name/Lage: aktuelle Bezeichnung der Straße oder des Platzes. Über den Link Lage kann die Straße oder der Platz auf verschiedenen Kartendiensten angezeigt werden. Die Geoposition gibt die Lage der ungefähren Mitte der Straßenlänge an.
- Im amtlichen Straßenverzeichnis nicht aufgeführte Verkehrswege sind mit * gekennzeichnet.
- Ehemalige oder nicht mehr gültige Straßennamen sind kursiv gesetzt. Für bedeutende ehemalige Straßen oder historische Straßennamen ist gegebenenfalls eine gesonderte Liste vorhanden.
- Länge/Maße in Metern:
Die in der Übersicht enthaltenen Längenangaben sind  gerundete Übersichtswerte, die in Google Earth mit dem dortigen Maßstab ermittelt wurden. Sie dienen Vergleichszwecken und werden, sofern amtliche Werte bekannt sind, ausgetauscht und gesondert gekennzeichnet.
Bei Plätzen sind die Maße in der Form a × b für rechteckige Anlagen und für (ungefähr) dreieckige Anlagen als a × b × c mit a als längster Seite angegeben.
Sofern die Straße auch in benachbarte Ortsteile weiterführt, gibt der Zusatz ‚im Ortsteil‘ an, wie lang der Straßenabschnitt innerhalb des Ortsteils dieses Artikels ist.
- Namensherkunft: Ursprung oder Bezug des Namens.
- Anmerkungen: weitere Informationen über anliegende Baudenkmale oder Institutionen, die Geschichte der Straße und historische Bezeichnungen.
- Bild: Foto der Straße oder eines anliegenden Objektes.

| Name/Lage                     | Länge/Maße (in Metern)                                 | Namensherkunft | Datum der Benennung | Anmerkungen | Bild |
| ----------------------------- | ------------------------------------------------------ | --- | ------------------- | --- | --- |
| Ackerstraße (Lage)            | 0860 (im Ortsteil)                                     | Äcker der Berliner Feldmark, durch die die Straße verlief | 18. Feb. 1801       | Ein Teil der Straße verläuft in Mitte. Die ersten Namen lauteten um 1752 bis 1801 Zweite Reihe im Neuen Voigtland und Dritte Reihe im Neuen Voigtland. Durch die Zuwanderung von Handwerkern aus dem Vogtland entstand von 1752 bis 1770 hier eine Kolonie. Auf Veranlassung Friedrichs II. wurde deshalb eine Straße durch die Äcker der Berliner Feldmark angelegt, woher vermutlich auch ihre Bezeichnung stammt. Die Straße verläuft von der Linienstraße am Koppenplatz über Torstraße, Invalidenstraße zur Bernauer Straße, wo sie Gesundbrunnen erreicht, bis zur Scheringstraße, wo sie als Sackgasse endet. Diese Verbindung wurde Anfang der 1970er Jahre geschlossen. | St. Sebastian · Ehemalige AEG-Apparatefabrik in der Ackerstraße                                            |
| Badstraße (Lage)              | 0950                                                   | Heilquelle, die 1799 zu Ehren von Königin Luise (1776–1810) Luisenbad genannt wurde | Mitte des 18. Jh.   | Der vorherige Name zwischen 1722 und der Mitte des 18. Jahrhunderts war Brunnenweg. Ende des 19. Jahrhunderts befanden sich keine Heilquellen mehr in der Straße, dagegen hatte die Großen Berliner Pferde-Eisenbahn einen Bahnhof gebaut (Hausnummer 41a). Eigentümer größerer Flächen (Parzellen 42–49) war seinerzeit der Großgrundbesitzer Wollank, der hier umfangreich bauen ließ. Und auf dem Grundstück Nummer 67 hatte sich die Adler-Bier-Brauerei angesiedelt. Beidseitig der Badstraße fanden in den 1970er und 1980er Jahren umfangreiche Sanierungsarbeiten statt, wobei Wohnblöcke entkernt wurden und ein Teil der alten Bausubstanz erhalten blieb, oder Altbauten abgerissen und durch Neubauten ersetzt wurden. Am Ende des Zweiten Weltkriegs bildeten 1945 bei der Schlacht um Berlin die Schul-, See- und Badstraße tagelang die Hauptkampflinie dabei wurden nahezu alle Gebäude zerstört oder schwer beschädigt. | Badstraße · Gesundbrunnen-Center mit U-Bahnhof Gesundbrunnen in der Badstraße                              |
| Bärbel-Bohley-Ring (Lage)     | 0620                                                   | Bärbel Bohley (1945–2010), Bürgerrechtlerin und Malerin, Mitbegründerin des Neuen Forums in der DDR. | 1. Juli 2016        | Die Privatstraße erschließt eine Neubausiedlung auf einem ehemaligen Bahngelände nördlich der Gleimstraße. | Bärbel-Bohley-Ring                                                                                         |
| Bastianstraße (Lage)          | 0290                                                   | Adolf Bastian (1826–1905), Ethnologe und Gründungsdirektor des Museums für Völkerkunde in Berlin | 15. Sep. 1906       | Der erste Name war Straße 58b, Abt. X/2 des Bebauungsplans. Sie verläuft von der Badstraße bis zur Böttgerstraße. Im Baublock zwischen Böttger- und Badstraße dominieren Gewerbebauten. Lediglich der Geländestreifen an der Pankstraße und an der parallel verlaufenden Bastianstraße ist mit fünfgeschossigen Mietshäusern bebaut. In der Bastianstraße 6 befindet sich das Gleichrichterwerk für die U-Bahn-Linie 8. | Bastianstraße · Gleichrichterwerk                                                                          |
| Behmstraße (Lage)             | 0720 (im Ortsteil)                                     | Heinrich Wilhelm Behm (1708–1780), Apotheker, Erbauer des ‚Luisenbades‘ | 8. März 1894        | Der erste Name war Straße 8, Abt. XI des Bebauungsplans. Ein Teil der Straße verläuft in Prenzlauer Berg. Die Behmstraßenbrücke, nach Errichtung der Berliner Mauer verwahrlost und 1994 durch einen Neubau ersetzt, verbindet die beiden Teile miteinander und überquert ein umfangreiches Gleissystem der Eisenbahn und der S-Bahn. Der Abschnitt in Prenzlauer Berg hieß von 1960 bis 1993 Helmut-Just-Straße nach Helmut Just, einem 1952 an der Sektorengrenze zu West-Berlin erschossen Ost-Berliner Volkspolizisten. Seit 2002 ist die Straße wieder voll befahrbar. | Gartenstadt in der Behmstraße                                                                              |
| Bellermannstraße (Lage)       | 0830                                                   | Christian Friedrich Bellermann (1793–1863), Theologe und Autor | 23. Jan. 1865       | Bellermann war 1835 bis 1858 Pfarrer an der St.-Pauls-Kirche in Gesundbrunnen. Die Straße in der Gartenstadt Atlantic führt von der Prinzenallee über Behmstraße bis zur Swinemünder Brücke und Straße. An der Behmstraße endet sie als Sackgasse in einem Wendehammer. | Bellermannstraße                                                                                           |
| Bergstraße (Lage)             | 0200 (im Ortsteil)                                     | Lage auf einem kleinen Berg | 18. Feb. 1801       | Der erste Name war Vierte Reihe im Neuen Voigtland (um 1752–1801). Der Teil im Gesundbrunnen liegt zwischen Bernauer Straße und Gartenstraße. Der größere Teil liegt auf der anderen Seite der Bernauer Straße im Ortsteil Mitte. | Bergstraße                                                                                                 |
| Bernauer Straße (Lage)        | 1380                                                   | Bernau, Stadt in Brandenburg | 29. Mai 1862        | Die ersten Namen waren Straße 50 und Straße 80, Abt. IX des Bebauungsplans. Am 4. Juli 1904 erhielt auch die Verlängerung, die über die Berg- zur Gartenstraße führt, den Namen Bernauer Straße. Sie bildet die Grenze zwischen den Ortsteilen Mitte und Gesundbrunnen, an der früher die Berliner Mauer verlief. | Bernauer Straße                                                                                            |
| Biesentaler Straße (Lage)     | 0210                                                   | Richtung nach Biesenthal, Stadt im Landkreis Barnim in Brandenburg | 15. Okt. 1873       | Der erste Name war Straße 84, Abt. X/2 des Bebauungsplans. Sie verläuft von der Prinzenallee bis zur Wriezener Straße. Die Straße hat mehrere gut erhaltene Gründerzeithäuser, die gelistete Denkmale sind (Nr. 2, 3, 4, 8, 10, 11, 19). | Biesentaler Straße · Biesentaler Straße 10                                                                 |
| Blochplatz (Lage)             | 0160 × 80 (Dreieckform)                                | Marcus Élieser Bloch (1723–1799), Naturforscher (Ichthyologie) und Arzt | 1. Juni 1910        | Der Blochplatz wird durch die Badstraße, die Hochstraße und die Böttgerstraße begrenzt. Unter dem Platz befindet sich eine während des kalten Krieges reaktivierte Zivilschutzanlage aus dem Zweiten Weltkrieg mit Eingang in der Badstraße. | Blochplatz                                                                                                 |
| Böttgerstraße (Lage)          | 0390                                                   | Johann Friedrich Böttger (1682–1719), Alchemist, Porzellanhersteller | 23. Aug. 1905       | Der erste Name war Straße 62b, Abt. XI des Bebauungsplans. Am 16. Mai 1938 erhielt die Verlängerung der Böttgerstraße, die Blochstraße, ebenfalls die heutige Bezeichnung. Sie führt von der Badstraße bis zur Pankstraße und Thurneysserstraße. In der Böttgerstraße 2 befindet sich das Diesterweg-Gymnasium. | Böttgerstraße · Diesterweg-Gymnasium                                                                       |
| Bornemannstraße (Lage)        | 0210                                                   | Johann Wilhelm Bornemann (1766–1851), Leiter der preußischen Staatslotterie und Poet | 12. Mai 1910        | Der erste Name war Straße 60c, Abt. X/2 des Bebauungsplans. Die Straße führt von der Uferstraße bis zur Gottschedstraße, wo sich die ehemalige Rotaprint-Fabrik befand, die heute ein Künstlerzentrum beherbergt. | Bornemannstraße                                                                                            |
| Bornholmer Straße (Lage)      | 0390 (im Ortsteil)                                     | Bornholm, dänische Insel | 22. Aug. 1903       | Der erste Name war Straße 1, Abt. XI des Bebauungsplans. Die Bornholmer Straße verbindet die Ortsteile Prenzlauer Berg und Gesundbrunnen. Der größte Teil liegt in Prenzlauer Berg. Die Bornholmer Straße ist Teil des offenen Straßenringes um die Berliner Innenstadt, der in Neukölln als A 100 beginnt und bis nach Friedrichshain führt. Am ehemaligen Grenzübergang an der Bornholmer Straße fand am 9. November 1989 die Maueröffnung ihren Anfang. | Bösebrücke vom Gesundbrunnen aus betrachtet · Grenzübergang Bornholmer Straße am 18. November 1989         |
| Brunnenplatz (Lage)           | 0200 × 130                                             | früher hier vorhandener Gesundbrunnen | 7. Juni 1896        | Der erste Name war Platz K, Abt. X/2 des Bebauungsplans. Am 1. Januar 1963 wurde der Platz nochmals benannt. der Brunnenplatz liegt an Pankstraße, Schönstedtstraße und Thurneysserstraße. Hier befindet sich das Amtsgericht Wedding. | Amtsgericht Wedding am Brunnenplatz                                                                        |
| Brunnenstraße (Lage)          | 1250 (im Ortsteil)                                     | ehemals in der Badstraße 39 gelegenen Gesundbrunnen, zu dem die Straße führt | 18. Feb. 1801       | Die frühere Straße von Rosenthal beginnt am ehemaligen Rosenthaler Tor und geht am Bahnhof Gesundbrunnen in die Badstraße über. Sie wurde 1752 auf Anordnung Friedrichs II. vom Rosenthaler Tor zum Bad Gesundbrunnen angelegt und zählt als wichtige Nord-Südverbindung durch den Stadtkern von Berlin. Ein Teil der Straße verläuft in Mitte. Neben dem Humboldthain sind die ehemaligen Fabrikhallen der AEG, von denen an der Brunnenstraße noch das Beamtentor erhalten ist, die markantesten Bauwerke. Bis zum Mauerbau war hier ein Zentrum des Grenzhandels für Besucher aus dem Osten, die hier alles bekamen, woran es in der DDR und Ost-Berlin mangelte. In der Brunnenstraße und Umgebung gab es auch eine Reihe von Grenzkinos für Publikum aus dem Osten. | Eingang zum ehemaligen AEG-Gelände in der Brunnenstraße · Brunnenstraße                                    |
| Buttmannstraße (Lage)         | 0230                                                   | Philipp Buttmann (1809–1901), Theologe | 2. Apr. 1891        | Buttmann war zweiter Pfarrer an der St.-Pauls-Kirche in Gesundbrunnen. Die Straße verbindet die Badstraße mit der Thurneysserstraße. Bei Anlage hieß sie Straße Nr. 66 a, Abt. X/2 des Bebauungsplanes. | Buttmannstraße                                                                                             |
| Chausseestraße (Lage)         | 0270 (im Ortsteil)                                     | Chaussee, eine Kunststraße, früher übliche Bezeichnung für eine mit Asphalt-, Beton- oder Steinpflasterdeckschicht ausgebaute Landstraße                                                                                        | um 1800             | Die vorherigen Namen waren Ruppiner Heerweg (15. Jahrhundert bis um 1750), Oranienburger Landstraße (17. Jahrhundert bis um 1800) und Ruppiner Straße (um 1750 bis um 1800). Ein Teil der Straße verläuft in den Ortsteilen Mitte und Wedding. | Chausseestraße                                                                                             |
| Demminer Straße (Lage)        | 0400                                                   | Demmin, Hansestadt in Mecklenburg-Vorpommern | 8. Okt. 1874        | Die Demminer Straße führt von der Brunnenstraße zur Wolliner Straße und wird dabei vom Grünzug der Swinemünder Straße unterbrochen. Der erste Name war Straße 37, Abt. XI des Bebauungsplans. Im Block zwischen Brunnen- und Putbusser Straße befindet sich ein großer Baumarkt, daneben die Vineta-Grundschule und das Olof-Palme-Zentrum, ein Haus für Kinder und Jugendliche, das auch als Nachbarschaftstreff dient. Das Schulgebäude aus dem Jahr 1885 von Hermann Blankenstein ist ein gelistetes Baudenkmal. | Demminer Straße · Vineta-Grundschule                                                                       |
| Drontheimer Straße (Lage)     | 0460                                                   | ältere deutsche Schreibweise der norwegischen Stadt Trondheim | 1. Sep. 1897        | Sie bestand schon im 18. Jahrhundert als Sandstraße. Die Benennung erfolgte nach dem Besuch des schwedischen Königs Oskar II. in Berlin, der ab 1872 König von Schweden und von 1872 bis 1905 zugleich König von Norwegen war. In dieser Straße sind Beispiele aus der Erstbebauung um die Wende vom 19. zum 20. Jahrhundert erhalten (siehe Bild). An anderer Stelle mussten Wohnhäuser abgerissen werden und es entstand der Gewerbepark (Nummern 28–38), daneben (Nummer 39/40) liegen die DRK-Kliniken Berlin-Mitte. | Haus Nr. 19                                                                                                |
| Ellerbeker Straße (Lage)      | 090                                                    | Ellerbek, Stadtteil der schleswig-holsteinischen Landeshauptstadt Kiel | 6. Juli 1927        | Bei der Benennung der Ellerbeker Straße nach einem Kieler Stadtteil blieb man vermutlich im historischen Kontext der bereits 1911 benannten Glücksburger und Sonderburger Straße. | Ellerbeker Straße                                                                                          |
| Eulerstraße (Lage)            | 0340                                                   | Leonhard Euler (1707–1783), Schweizer Mathematiker und Physiker | 1. Juni 1910        | Der erste Name war Straße 10b, Abt. XI des Bebauungsplans. | Eulerstraße                                                                                                |
| Exerzierstraße (Lage)         | 0390                                                   | ehemals hier liegender Artillerie-Exerzierplatz | 1827                | Bei der Separation der Weddinger Felder erhielt die Straße 1827 ihren Namen. Auf der Karte von Lampe aus dem Jahre 1827 war die Straße bereits namentlich eingezeichnet. Am 8. Dezember 1934 wurde ein Abschnitt der Exerzierstraße, zwischen der See- und der Schulstraße, in Persische Straße umbenannt. | Exerzierstraße                                                                                             |
| Feldstraße (Lage)             | 0280                                                   | Die Straße führte früher über die Felder und Äcker der Weddinger Feldmark. | 2. Sep. 1859        | Der südliche Teil wird durch das Centrum am Gartenplatz unterbrochen. Der nördliche Teil verbindet die Ackerstraße mit der Hussitenstraße. | AEG-Apparatefabrik                                                                                         |
| Fischhauser Weg (Lage)        | 050                                                    | Fischhausen (heute: Primorsk), bis 1939 Kreisstadt des gleichnamigen Kreises in der Provinz Ostpreußen, heute in der russischen Oblast Kaliningrad gelegen.                                                                     | 14. Apr. 1936       | Der erste Name war Straße 80b des Bebauungsplans. | Fischhauser Weg                                                                                            |
| Fordoner Straße (Lage)        | 070                                                    | Fordon, Ort in der früheren Provinz Posen; heute ein Ortsteil von Bydgoszcz in der Woiwodschaft Kujawien-Pommern, Polen | 9. Aug. 1929        | Der erste Name war Straße 69 des Bebauungsplans. | Fordoner Straße                                                                                            |
| Freienwalder Straße (Lage)    | 0340                                                   | Bad Freienwalde (Oder), Stadt im Landkreis Märkisch-Oderland in Brandenburg | 10. März 1873       | Der erste Name war Straße 83, Abt. X/2 des Bebauungsplans. | Freienwalder Straße                                                                                        |
| Gartenplatz (Lage)            | 0150 × 120                                             | ausländische Gärtnerfamilien, die hier auf Befehl König Friedrichs II. nach 1770 angesiedelt wurden | 3. Nov. 1861        | Der Platz diente von 1749 bis 1840 als Hinrichtungsstätte für das Berliner Hochgericht und wurde deshalb Galgenplatz oder Teufelslustgarten genannt. Bei seiner Umbenennung bezog man einen Teil des Lehmwegs mit ein. Auf dem Platz wurde 1890 die Sebastiankirche errichtet. | St. Sebastian-Kirche                                                                                       |
| Gartenstraße (Lage)           | 0900 (im Ortsteil)                                     | ausländische Gärtnerfamilien, die hier auf Befehl König Friedrichs II. nach 1770 angesiedelt wurden | 3. Nov. 1861        | Die Straße wurde, wie die Acker-, die Berg-, die Brunnen- und die Invalidenstraße, um 1752 angelegt. Sie hieß ab Mitte des 18. Jahrhunderts bis 1801 Hamburger Landwehr. 1801 erbaten Anwohner vom Polizei-Direktorium die offizielle Benennung der Straßen in der Rosenthaler Vorstadt, die auch erfolgte. Am 6. April 1833 wurde die Verlängerung der Gartenstraße ebenfalls Gartenstraße benannt. Ein Teil der Straße liegt in Mitte. Die Straße führt am Park auf dem Nordbahnhof entlang, der auf dem ehemaligen Gelände des Nordbahnhofs liegt und am 14. Mai 2009 offiziell eröffnet wurde. | Mauer zum ehemaligen Bahngelände, heute: Park auf dem Nordbahnhof · Neubauten in der Ernst-Reuter-Siedlung |
| Gerichtstraße (Lage)          | 0640 (im Ortsteil)                                     | Hochgericht, das sich im 19. Jahrhundert dort befand | 1827                | Ein Teil der Straße liegt im Ortsteil Wedding. | Stadtbadt Gerichtstraße                                                                                    |
| Gleimstraße (Lage)            | 0350 (im Ortsteil)                                     | Johann Wilhelm Ludwig Gleim (1719–1803), Dichter | 18. Jan. 1892       | Der erste Name war Straße 19, Abt. XI des Bebauungsplans. Sie verlief anfangs nur im heutigen Ortsteil Gesundbrunnen von der Swinemünder Straße bis zur S-Bahn. Am 4. Oktober 1902 wurde auch die Verlängerung in Prenzlauer Berg bis zur Schönhauser Allee so benannt. Im Verlauf der Gleimstraße liegt der 1911 fertiggestellte Gleimtunnel. Ein Teil der Straße liegt im Ortsteil Prenzlauer Berg. | Gleimstraße                                                                                                |
| Glücksburger Straße (Lage)    | 0100                                                   | Glücksburg, Stadt in Schleswig-Holstein | 16. Okt. 1911       | Der erste Name war Straße 10b, Abt. XI des Bebauungsplans. | Glücksburger Straße                                                                                        |
| Gotenburger Straße (Lage)     | 0180                                                   | Göteborg (veraltet Gotenburg), Großstadt in der schwedischen Provinz Västra Götalands län und den historischen Provinzen Västergötland und Bohuslän                                                                             | 12. Feb. 1898       | Der erste Name war Straße 68a, Abt. X/2 des Bebauungsplans. Ihre alte Schreibweise war Gothenburger Straße. | Gotenburger Straße                                                                                         |
| Gottschalkstraße (Lage)       | 0310                                                   | Richard Gottschalk (1846–1908) Pankower Kommunalpolitiker | um 1896             | Bis zur Grenzveränderung der damaligen Berliner Verwaltungsbezirke vom 1. April 1938 lag die Straße auf Pankower Gebiet. | Gottschalkstraße                                                                                           |
| Gottschedstraße (Lage)        | 0590                                                   | Johann Christoph Gottsched (1700–1766), Gelehrter und Schriftsteller | 15. Sep. 1906       | Der erste Name war Straße 64a, Abt. X/2 des Bebauungsplans. Hier befinden sich die Gebäude des ehemaligen Druckmaschinenherstellers Rotaprint. | Ehemaliges Rotaprint-Gebäude                                                                               |
| Graunstraße (Lage)            | 0560                                                   | Carl Heinrich Graun (1704–1759), Komponist und Sänger | 8. März 1894        | Der erste Name war Straße 36a, Abt. XI des Bebauungsplans. | Graunstraße                                                                                                |
| Grenzstraße (Lage)            | 0500                                                   | Die Straße bildete die Grenze zwischen der zu Berlin gehörenden Feldmark und dem Vorwerk Wedding. | um 1827             | Die Straße ist auf der Karte von 1827 bereits namentlich eingezeichnet. | Humboldthain-Grundschule in der Grenzstraße                                                                |
| Gropiusstraße (Lage)          | 0190                                                   | Martin Gropius (1824–1880), Architekt des Historismus, Großonkel von Walter Gropius | 2. Apr. 1891        | Der erste Name war Straße 66, Abt. X/2 des Bebauungsplans. | Gropiusstraße                                                                                              |
| Grüntaler Straße (Lage)       | 0460                                                   | Grüntal, Ortsteil der Gemeinde Sydower Fließ im Landkreis Barnim, Brandenburg | 26. Sep. 1895       | Die ersten Namen waren Straße 75, Abt. X/2 des Bebauungsplans, Communicationsweg an der Stettiner Bahn (um 1842–1865) und Völkerstraße (1873–1910). | Grüntaler Straße                                                                                           |
| Gustav-Meyer-Allee (Lage)     | 0600                                                   | Johann Heinrich Gustav Meyer (1816–1877), Gartenkünstler | 8. März 1894        | Der erste Name war Straße 91, Abt. IX des Bebauungsplans. Zwischen Gustav-Meyer-Allee, Brunnenstraße, Voltastraße und Hussitenstraße befinden sich die Betriebsgebäude der ehemaligen AEG. In großen Teilen davon haben sich Technologieunternehmen und Teile der TU Berlin angesiedelt. Die Allee tangiert den Volkspark Humboldthain. | Ehemaliges Nixdorf Computer Haus                                                                           |
| Hanne-Sobek-Platz (Lage)      | 0130 × 70                                              | Johannes ‚Hanne‘ Sobek (1900–1989), Fußballspieler-Nationalspieler, Trainer bei Hertha BSC | 20. Juni 2006       | Am 16. August 2006 wurde der Vorplatz des Bahnhofs Gesundbrunnen nach Sobek benannt. Hier lag an der Swinemünder Brücke das Stadion am Gesundbrunnen, von den Berlinern ‚Plumpe‘ genannt, die ehemalige Heimspielstätte von Hertha BSC. | Hanne-Sobek-Platz                                                                                          |
| Hansastraße (Lage)            | 0200                                                   | Hansa, historische Vereinigung niederdeutscher Kaufleute | nach 1906           | Die Straße führt von der Residenzstraße zur Reginhardstraße. Sie erhielt vor 1907 ihren Namen. Auf dem Stadtplan 1907 ist die Hansastraße in Grenzlage von Reinickendorf zum Berliner Planabschnitt X-2 eingezeichnet parallel zur Christianiastraße zwischen See- und Residenzstraße. Im Adressbuch 1907 ist sie erstmals aufgenommen und es sind zwei Mietshäuser (3 und 15) sind schon bewohnt, daneben sind Neubauten (4, 5, 12–17) und Grundstück 6–11 als Baustelle genannt. Außerdem ist ein Grundstück 18 an der Residenzstraße aufgeführt, das es später nicht mehr gibt. Im Adressbuch 1910 ist sie im Vorort Reinickendorf schon gut bebaut in Hufeisennummerierung aufgeführt. | Hansastraße                                                                                                |
| Heidebrinker Straße (Lage)    | 0220                                                   | Heidebrink, Seebad in der früheren Provinz Pommern, heute Dziwnów Powiat Kamieński, in der Woiwodschaft Westpommern, Polen | 6. Juli 1927        | Der erste Name war Straße 10f des Bebauungsplans. | Heidebrinker Straße                                                                                        |
| Heinz-Galinski-Straße (Lage)  | 0300                                                   | Heinz Galinski (1912–1992), Präsident des Zentralrates der Juden in Deutschland, Opfer des NS-Regimes. | 27. Nov. 1998       | Der Teil der Schulstraße zwischen Osloer und Exerzierstraße erhielt anlässlich des 86. Geburtstages von Heinz Galinski seinen Namen. Hier befindet sich der Haupteingang des Jüdischen Krankenhauses | Heinz-Galinski-Straße                                                                                      |
| Heubuder Straße (Lage)        | 080                                                    | Heubude, Ortsteil von Danzig | 9. Aug. 1929        | Der erste Name war Straße 69f des Bebauungsplans. | Heubuder Straße                                                                                            |
| Hochstraße (Lage)             | 0970                                                   | aufgrund ihrer erhöhten Lage | 6. Apr. 1833        | Der Name wurde entweder wegen der erhöhten Lage gewählt oder als Entsprechung zur Gerichtstraße, an der das Hochgericht lag. Sie war 1827 bei der Parzellierung des Wedding in einer Breite von fünf Ruthen <das sind rund 19 Meter> neu angelegt worden. Auf der Karte von 1827 war sie bereits namentlich eingezeichnet. 1833 erfolgte vermutlich die offizielle Bestätigung des Namens. | Hochstraße                                                                                                 |
| Holzstraße (Lage)             | 0450                                                   | vermutlich nach der dort bis 1839 arbeitenden Papiermühle, die jedoch noch kein Holz als Rohstoff nutzte | um 1888             | Da sich die Straße in unmittelbarer Nähe zur Papierstraße befindet, wird angenommen, dass die Namensgebung im Zusammenhang mit der bis 1839 dort noch arbeitenden Papiermühle erfolgt ist. In jener Zeit wurde Holz als Rohstoff zur Papierherstellung jedoch noch nicht genutzt. Der erste Straßenabschnitt, an der Provinzstraße beginnend, erhielt zwischen 1887 und 1889 seinen Namen. Das Berliner Adressbuch von 1889 weist die Straße in Reinickendorf aus. | Holzstraße                                                                                                 |
| Hussitenstraße (Lage)         | 0880                                                   | Hussiten, Anhänger des böhmischen Reformators Jan Hus | 16. Feb. 1883       | Die ersten Namen einzelner Abschnitte waren Straße 81, Straße 86 und Straße 89, Abt. IX des Bebauungsplans. Der heutige Name steht im Zusammenhang mit der 1862 benannten Bernauer Straße. Die Stadt Bernau widerstand 1432 erfolgreich der Belagerung durch Hussiten. | Montagehalle der AEG in der Hussitenstraße                                                                 |
| Iranische Straße (Lage)       | 0360 (im Ortsteil)                                     | Iran, Staat in Vorderasien | 27. Sep. 1935       | Der vorherige Name war von 1934 bis 1935 Persische Straße. Bis 1935 hieß der heutige Iran Persien. Ein Teil der Straße verläuft als Fußweg im Ortsteil Wedding vor dem ehemaligen Kinderkrankenhaus und wurde in den 1960er Jahren als Straße entwidmet. | Krankenhaus der Jüdischen Gemeinde                                                                         |
| Jasmunder Straße (Lage)       | 0320                                                   | Jasmund, Halbinsel im Nordosten von Rügen | 4. Apr. 1895        | Der erste Name war Straße 86b, Abt. IX des Bebauungsplans. | Jasmunder Straße                                                                                           |
| Jülicher Straße (Lage)        | 0530                                                   | Jülich, mittlere kreisangehörige Stadt im Kreis Düren, Nordrhein-Westfalen | 1. Juni 1910        | Der erste Name war Straße 5a, Abt. IX des Bebauungsplans. In diesem Gebiet liegen Straßen, deren geografische Namen auf den Zuwachs an Land für das Kurfürstentum Brandenburg hinweisen. | Jülicher Straße                                                                                            |
| Kattegatstraße (Lage)         | 0330                                                   | Kattegat, Meeresgebiet zwischen Jütland (Dänemark) und der schwedischen Westküste | 23. Sep. 1938       | Der vorherige Name war von 1895 bis 1938 Schmidtstraße. | Kattegatstraße                                                                                             |
| Klever Straße (Lage)          | 0200                                                   | Kleve, mittlere kreisangehörige Stadt im Kreis Kleve, Nordrhein-Westfalen | 12. Mai 1905        | Der erste Name war Straße 10a, Abt. IX des Bebauungsplans. | Klever Straße                                                                                              |
| Kösliner Straße (Lage)        | 0170                                                   | Köslin, heute Koszalin, Stadt in Pommern, in der Woiwodschaft Westpommern, Polen | 15. Juli 1875       | Der erste Name war Straße 65a, Abt. X/2 des Bebauungsplans. Die Schreibweise nach der Namensvergabe lautete Cösliner Straße. Zur Zeit der Weimarer Republik als „Roter Wedding“ bekannt, kam es ab dem 1. Mai 1929 zu blutigen Zusammenstößen zwischen Polizei und Demonstranten. Bei den mehrtägigen Auseinandersetzungen rund um die Kösliner Straße kamen 19 Arbeiter und Arbeiterinnen ums Leben, 250 wurden verletzt. Ein Gedenkstein an der Wiesen-/ Ecke Uferstraße erinnert daran. | Kösliner Straße                                                                                            |
| Kolberger Straße (Lage)       | 0290                                                   | Kolberg, heute Kolobrzeg, Stadt in Pommern, in der Woiwodschaft Westpommern, Polen | 28. Juni 1875       | Der vorherige Name war Straße 58a, Abt. X des Bebauungsplans. | Kolberger Straße                                                                                           |
| Koloniestraße (Lage)          | 1340                                                   | im 18. Jahrhundert in der Umgebung der Stadt Berlin angelegte Kolonien | um 1800             | Der Straßenname bezieht sich auf die Kolonisation, die im 18. Jahrhundert in der Umgebung der damaligen Stadt Berlin begann. Planmäßig wurden Siedlungen am Rande der Stadt angelegt. So entstand ab 1752 im heutigen Ortsteil Wedding die Kolonie Neues Voigtland, und zwischen 1782 und 1784 ist die erste Niederlassung eines Kolonisten in der Kolonie hinter dem Luisenbad nachweisbar. | Koloniestraße                                                                                              |
| Kühnemannstraße (Lage)        | 0760                                                   | Fritz Kühnemann (1840–1917), Unternehmer | vor 1921            | Die Straße wurde zwischen 1918 und 1921 benannt und lag damals zwischen Wilhelm-Kuhr- und Koloniestraße. Am 19. Februar 1938 erhielt ihre Verlängerung bis zur Provinzstraße, die Straße 1, ebenfalls diesen Namen. Die Straße bildet die Grenze zu Reinickendorf, wozu die nördlichen Grundstücke gehören. | Kühnemannstraße                                                                                            |
| Kunkelstraße (Lage)           | 0310                                                   | Johannes Kunckel, (um 1630–1703), Alchemist und erfolgreicher Glasmacher | 3. Mai 1895         | Der erste Name war Straße 57b, Abt. X/2 des Bebauungsplans. | Kunkelstraße                                                                                               |
| Laböer Straße (Lage)          | 0100                                                   | Laboe, Gemeinde im Kreis Plön in Schleswig-Holstein | 26. Juli 1927       | Der erste Name war Straße 10c des Bebauungsplans. | Laböer Straße                                                                                              |
| Lichtburgring (Lage)          | 0180                                                   | Lichtburg, Traditionsreiches Kino in Gesundbrunnen | 1. Juli 2016        | Die Privatstraße erschließt eine Neubausiedlung auf einem ehemaligen Bahngelände nördlich der Gleimstraße. Sie verbindet die Gleimstraße mit dem Bärbel-Bohley-Ring. | Lichtburgring                                                                                              |
| Liesenstraße (Lage)           | 0460                                                   | Besitzer des Grund und Bodens Carl Adolf Friedrich Liesen (1785–1854) | 1833                | Die Straße bildet die Grenze zwischen Mitte und Gesundbrunnen, der größte Teil liegt in Gesundbrunnen. | Mauerreste an der Liesenstraße · Liesenstraße                                                              |
| Lortzingstraße (Lage)         | 0530                                                   | Albert Lortzing (1801–1851), Komponist, Librettist, Schauspieler, Sänger und Dirigent. | 3. Mai 1895         | Der erste Name war Straße 87, Abt. XI des Bebauungsplans. | Lortzingstraße                                                                                             |
| Martin-Opitz-Straße (Lage)    | 0370                                                   | Martin Opitz von Boberfeld (1597–1639), Begründer der Schlesischen Dichterschule und ein bedeutender deutscher Dichter des Barock.                                                                                              | 16. Aug. 1906       | Der erste Name war Straße 60b, Abt. X/2 des Bebauungsplans. | Martin-Opitz-Straße                                                                                        |
| Max-Urich-Straße (Lage)       | 0160                                                   | Max Urich (1899–1968) Büchsenmacher, SPD-Bezirksvorsitzender im Wedding, Widerstandskämpfer gegen den Nationalsozialismus | 1. Mai 1984         | Der vorherige Name war Hermsdorfer Straße (1886–1984). | Max-Ulrich-Straße                                                                                          |
| Mönkeberger Straße (Lage)     | 0250                                                   | Mönkeberg, Gemeinde im Kreis Plön in Schleswig-Holstein | 26. Juli 1927       | Der vorherige Name war Straße 2a des Bebauungsplans. | Mönkeberger Straße                                                                                         |
| Müllerstraße (Lage)           | 0120 (im Ortsteil)                                     | 25 früher hier angesiedelte Mühlen, die vor allem rund um den heutigen Weddingplatz standen | 1827                | Zu Gesundbrunnen gehören nur die Grundstücke zwischen Pankebrücke und Sellerstraße. Das Straßenland und die südlich gelegenen Teile gehören zum Ortsteil Wedding. Der vorherige Name war Straße nach Oranienburg. | Müllerstraße                                                                                               |
| Nauener Platz (Lage)          | 0160 × 100 × 160 unregelmäßig (nördl.) Dreieck (südl.) | Nauen, Stadt im Landkreis Havelland in Brandenburg | 1. Juni 1910        | Der Stadtplatz wird begrenzt von der Reinickendorfer Straße und der Schulstraße. Er ist nicht amtlich gewidmet (*). | Nauener Platz                                                                                              |
| Neue Hochstraße (Lage)        | 0590                                                   | aufgrund ihrer erhöhten Lage | 7. März 1845        | Die Straße entstand 1833 bei der Parzellierung des Weddings. Zur Unterscheidung von der bereits benannten Hochstraße erhielt sie, als deren Verlängerung, die Bezeichnung Neue Hochstraße. | Neue Hochstraße                                                                                            |
| Nordbahnstraße (Lage)         | 0400                                                   | Berliner Nordbahn, Bahnstrecke Berlin–Neubrandenburg–Stralsund | um 1888             | Die Straße wurde auf dem Besitz des Rentiers Gustav Joachim (Waidmannslust) angelegt, dem das Terrain zwischen Wollankstraße und Panke gehörte. Er war Bauunternehmer und hatte das Gebiet 1892 erworben. Im Berliner Adressbuch von 1889 ist diese Straße bereits enthalten. Am 3. Dezember 1896 erhielt die Nordbahnstraße eine Probebeleuchtung, indem die alten Laternen mit Auer-Gasglühlicht ausgestattet wurden. Das waren zugleich die ersten Gaslampen in Pankow, zu dem die Straße bis 1. April 1938 gehörte. | Nordbahnstraße · Bahnhof Wollankstraße                                                                     |
| Orthstraße (Lage)             | 0370                                                   | August Orth (1828–1901), Architekt | 23. Aug. 1902       | Der erste Name war Straße 63, Abt. X/2 des Bebauungsplans. | Orthstraße                                                                                                 |
| Osloer Straße (Lage)          | 1740                                                   | Oslo, Hauptstadt von Norwegen | 4. Nov. 1938        | Der Teil vor dem Luise-Schröder-Platz gehört zum Ortsteil Wedding. Die Osloer Straße ist Teil des offenen Straßenringes um die Berliner Innenstadt der als A 100 von Neukölln nach Friedrichshain führt. | Osloer Straße                                                                                              |
| Pankstraße (Lage)             | 1060                                                   | Panke, Nebenfluss der Spree, zwischen Bernau und Berlin | 1827                | Die Trasse der Straße war bereits auf einer Karte von 1722 eingezeichnet. Sie war ein Teil des Wegs nach Oranienburg, der beim Vorwerk Wedding die Panke durchquerte. 1827, bei der Parzellierung des Wedding, erhielt die Straße den Namen nach der Panke. Auf der Karte von 1827 ist die Straße namentlich eingezeichnet. Am 1. Januar 1986 wurde der Teil der Pankstraße mit den Hausnummern 1–8 in die Reinickendorfer Straße einbezogen. | Pankstraße · Mitte museum                                                                                  |
| Papierstraße (Lage)           | 0140                                                   | ehemals hier vorhandene Papiermühle | um 1888             | Auf einer Karte von 1770 ist auf dem Gelände der heutigen Papierstraße eine Papiermühle eingezeichnet. Sie entstand um 1730 und arbeitete als Papiermühle bis 1839. 1846 wurde dort eine Mehlmühle gebaut. Es ist zu vermuten, dass die Holländer-, die Holz- und die Papierstraße, die sich in der Nähe befinden, im Zusammenhang mit der Papiermühle und ihrer Produktion benannt wurden. | Papierstraße                                                                                               |
| Prinzenallee (Lage)           | 1100                                                   | Prinz, Adelstitel | vor 1857            | Prinzen nahmen einstmals diesen Weg vom Kaninchen- und Hühnergarten im Wedding zum Schloss Niederschönhausen. Der Kaninchengarten lag südlich der heutigen Prinzenallee; über das Terrain verlaufen heute Bellermann-, Stettiner- und Grüntaler Straße. Friedrich I. ließ etwa 1712 das Wildgehege für den Kronprinzen (den späteren Friedrich Wilhelm I.) als ‚Jagdplaisier‘ anlegen und dort Fasane, Rebhühner, Hasen und Kaninchen aussetzen. Das Gehege bestand allerdings nur wenige Jahre. 1753 bewarb sich der Berliner Bürger Johann Paul Fischer um das Land, da er auf ihm eine Maulbeerplantage anlegen wollte. | Ehemalige Groterjan-Brauerei Prinzenallee                                                                  |
| Provinzstraße (Lage)          | 1260                                                   | preußische Provinz Brandenburg | vor 1876            | Es wird angenommen, dass die Straße nach dem Bauherrn, der Provinz Brandenburg benannt wurde. | Provinzstraße                                                                                              |
| Putbusser Straße (Lage)       | 0680                                                   | Putbus, Stadt auf Rügen in Mecklenburg-Vorpommern | 2. Apr. 1891        | Der erste Name war Straße 30, Abt. XI des Bebauungsplans. Die Benennung steht in Zusammenhang mit dem Fürsten Wilhelm Malte zu Putbus (1833–1907), Sohn des Grafen Carl Friedrich Heinrich von Wylich und Lottum. Der Fürst kam als Erbe 1860 in den Besitz derer zu Putbus. Er war einer der Aktionäre beim Bau der Nordbahn. | Putbusser Straße                                                                                           |
| Ramlerstraße (Lage)           | 0550                                                   | Karl Wilhelm Ramler (1725–1798), genannt ‚Der deutsche Horaz‘, Dichter und Philosoph | 18. März 1893       | Der erste Name war Straße 18a, Abt. X/2 des Bebauungsplans. Ramler war mit Ludwig Gleim befreundet, nach dem die Gleimstraße benannt ist. | Ramlerstraße                                                                                               |
| Ravenéstraße (Lage)           | 0220                                                   | Louis Friedrich Jacob Ravené, (1823–1879) Unternehmer | 3. Mai 1895         | Der erste Name war Straße 57a, Abt. X/2 des Bebauungsplans. Die Familie Ravené war seit 1775 mit dem Eisenhandel mit Schwerpunkt in Preußen befasst. | Ravenéstraße                                                                                               |
| Reginhardstraße (Lage)        | 0430                                                   | Reginhard, männlicher Vorname, aus dem der Name Reinickendorf hervorgegangen sein soll | 15. Nov. 1957       | Die vorherigen Namen waren Saßnitzstraße (um 1901–1957), Isarstraße (um 1901–1957). Teile der See-, Isar- und Saßnitzstraße vom Oskarplatz (heute: Louise-Schroeder-Platz) bis Emmentaler Straße wurden 1957 als einheitlicher Straßenzug in Reginhardstraße umbenannt. Der Teil zwischen Luise-Schröder-Platz und Ritterlandweg liegt in Gesundbrunnen. Der überwiegende Teil liegt im Ortsteil Reinickendorf. | Reginhardstraße                                                                                            |
| Reinickendorfer Straße (Lage) | 1950                                                   | Reinickendorf, Bezirk und Ortsteil von Berlin | um 1861             | Der vorherige Name war Weg nach Oranienburg (1700 bis um 1861). Die Reinickendorfer Straße bildet auf ihrer gesamten Länge die Grenze zwischen Gesundbrunnen und Wedding. Das Straßenland gehört zum Wedding, während die östlich gelegenen Grundstücke zu Gesundbrunnen gehören. Am 1. Januar 1986 wurde ein Teil der Pankstraße (Nummern 1–8) in die Reinickendorfer Straße einbezogen. Die Reinickendorfer Straße ist Teil der B 96. | Reinickendorfer Straße                                                                                     |
| Residenzstraße (Lage)         | 0260                                                   | Residenz, Regierungssitz eines weltlichen Herrschers | vor 1877            | Der vorherige Name war Reinickendorfer Chaussee (vor 1874 bis vor 1877). Der überwiegende Teil liegt in Reinickendorf. Die Straße trägt den Namen, weil sie zur königlichen Residenz nach Berlin führte. | Residenzstraße                                                                                             |
| Ritterlandweg (Lage)          | 0390                                                   | ein Rittersitz am Schäfersee | 17. Sep. 1938       | Der vorherige Name war Justusstraße (vor 1877 bis 1938). Der Ritterlandweg bildet die Grenze zu Reinickendorf zwischen Reginhardstraße und Drontheimer Straße. Die Straße führte über das Gelände des ehemaligen Ritterguts. | Ritterlandweg                                                                                              |
| Rügener Straße (Lage)         | 0310                                                   | Rügen, größte deutsche Insel in der Ostsee | 10. Apr. 1867       | Der erste Name war Straße 31, Abt. XI des Bebauungsplans. | Rügener Straße                                                                                             |
| Ruppiner Straße (Lage)        | 0340                                                   | Ruppiner Land, historische Landschaft in Brandenburg | 15. Juni 1862       | Die Ruppiner Straße verläuft über die Bernauer Straße hinaus im Ortsteil Mitte bis zur Granseestraße. Sie wird durch die Grünanlagen des Vinetaplatzes geteilt und ist verkehrsberuhigt. | Ruppiner Straße                                                                                            |
| Scheringstraße (Lage)         | 0270                                                   | Ernst Christian Friedrich Schering (1824–1889), Apotheker und Industrieller, Gründer der Schering AG | 8. März 1894        | Der erste Name war Straße 88, Abt. IX des Bebauungsplans. | Scheringstraße                                                                                             |
| Schönstedtstraße (Lage)       | 0230                                                   | Karl von Schönstedt (1833–1924), von 1894 bis 1905 preußischer Justizminister | 11. Juni 1902       | Der erste Name war Straße 60a, Abt. X/2 des Bebauungsplans. Hier befand sich bis zu seiner Auflösung 1945 das Ledigenheim Berlin-Wedding. Das Gebäude gehört heute zum Amtsgericht Wedding und ist für Europäische Mahnverfahren zuständig. | Add Amtsgericht Wedding                                                                                    |
| Schönwalder Straße (Lage)     | 0380                                                   | Schönwalde, Ortsteil der Gemeinde Wandlitz im Landkreis Barnim in Brandenburg | 1. Juni 1910        | Die vorherigen Namen waren Verlängerte Fennstraße (um 1827–1873) und Dalldorfer Straße (1873–1910). Die Straße verbindet die Fennstraße im Westen mit der Kreuzung Hochstraße / Neue Hochstraße im Osten. | Schönwalder Straße                                                                                         |
| Schulstraße (Lage)            | 0400 (im Ortsteil)                                     | Gemeindeschule, die 1821 in Wedding errichtet wurde | um 1827             | Ein Teil der Straße liegt im Ortsteil Wedding, sie wurde bei der Parzellierung der Weddingländereien 1827 neu angelegt. Auf der Karte von 1827 war die Schulstraße bereits namentlich eingezeichnet. 1890 wurde sie zum Teil gepflastert, denn bis zu diesem Zeitpunkt war sie ein Feldweg, der nach Pankow führte. Der Abschnitt von Exerzierstraße bis Osloer Straße wurde am 27. November 1998 in Heinz-Galinski-Straße umbenannt. Am Ende des Zweiten Weltkriegs bildeten 1945 bei der Schlacht um Berlin die Schul-, See- und Badstraße tagelang die Hauptkampflinie, dabei wurden nahezu alle Gebäude zerstört oder schwer beschädigt. | Schulstraße                                                                                                |
| Schulzendorfer Straße (Lage)  | 0340                                                   | Schulzendorf Ortslage im Ortsteil Berlin-Heiligensee im Bezirk Reinickendorf | 20. Apr. 1874       | Der erste Name war Straße 56, Abt. X/2 des Bebauungsplans. | Schulzendorfer Straße                                                                                      |
| Schwedenstraße (Lage)         | 0360                                                   | Schweden, Land in Nordeuropa | 2. Sep. 1851        | Der vorherige Name war Woll-Straße (1827–1851). | Ehemaliges Telefunken-Gerätewerk in der Schwedenstraße                                                     |
| Soldiner Straße (Lage)        | 1100                                                   | Soldin (heute: Myslibórz), Kreisstadt in der früheren Provinz Brandenburg in der Woiwodschaft Westpommern, Polen | 10. März 1873       | Der erste Name war Straße 80, Abt. X/2 des Bebauungsplans. | Soldiner Straße                                                                                            |
| Sonderburger Straße (Lage)    | 0270                                                   | Sønderborg (deutsch: Sonderburg), Stadt in der heutigen Region Syddanmark in Dänemark an der Flensburger Förde. Bis 1920 Kreisstadt des Kreises Sonderburg in Nordschleswig.                                                    | 16. Okt. 1911       | Der erste Name war Straße 5b, Abt. XI des Bebauungsplans. | Sonderburger Straße                                                                                        |
| Spanheimstraße (Lage)         | 0170                                                   | Ezechiel Spanheim (1629–1710), Diplomat, Jurist und Theologe, Bruder des Kirchenhistorikers Friedrich Spanheim. | 1. Juni 1910        | Der erste Name war Straße 10e, Abt. XI des Bebauungsplans. | Spanheimstraße                                                                                             |
| Steegerstraße (Lage)          | 0780                                                   | Fritz Steeger (1844–1915), Unternehmer, Grundbesitzer | um 1900             | Die Straße verläuft in weitem Bogen von der Wollankstraße zur Grüntaler Straße um die dort liegenden Friedhöfe. Sie führte zunächst als Sackgasse von der Wollankstraße ab, wurde dann aber bis zum Gesundbrunnen verlängert. Dementsprechend sind im nördlichen Teil Häuser aus der Kaiserzeit und weiter südlich Bauten der 1920er und 1930er Jahre erhalten. | Steegerstraße                                                                                              |
| Sternstraße (Lage)            | 0190                                                   | sternförmige Kreuzung, die durch Kattegat- und Sternstraße entsteht | um 1900             | 1897 wurde die Straße auf Veranlassung des Bauunternehmers Gustav Joachim (Waidmannslust) angelegt und mit Kopfsteinpflaster versehen. Sie gehörte bis 1. April 1938 zu Pankow. | Sternstraße                                                                                                |
| Stettiner Straße (Lage)       | 0580                                                   | Stettin, Hauptstadt der früheren Provinz Pommern, heute Szczecin Hauptstadt der Woiwodschaft Westpommern, Polen | 9. Feb. 1861        | Der erste Name war Straße 74, Abt. X/2 des Bebauungsplans. Sie war erst 1861 angelegt und wegen der Nähe zur Berlin-Stettiner Eisenbahn so benannt worden. | Stettiner Straße                                                                                           |
| Stockholmer Straße (Lage)     | 0580                                                   | Stockholm, Hauptstadt von Schweden | 7. Juni 1896        | Der erste Name war Straße 69, Abt. X/2 des Bebauungsplans. | Stockholmer Straße                                                                                         |
| Stralsunder Straße (Lage)     | 0490                                                   | Stralsund, Hansestadt in Mecklenburg-Vorpommern an der Ostsee | 15. Feb. 1863       | Die ersten Namen vorheriger Abschnitte waren Straße 45 und Straße 46, Abt. XI des Bebauungsplans. | Stralsunder Straße                                                                                         |
| Strelitzer Straße (Lage)      | 0180 (im Ortsteil)                                     | Strelitz-Alt, umgangssprachlich auch ‚Alt-Strelitz‘ oder ‚Altstrelitz‘, war eine altmecklenburgische Landstadt, die 1931 als Stadtteil nach Neustrelitz eingemeindet wurde und seither den Stadtteilnamen ‚Strelitz Alt‘ führt. | 29. Mai 1862        | Der erste Name war Straße 72, Abt. IX des Bebauungsplans. Ein Teil der Straße liegt im Ortsteil Mitte. | Strelitzer Straße Gustav-Falke Grundschule                                                                 |
| Swinemünder Straße (Lage)     | 1240 (im Ortsteil)                                     | Swinemünde, polnisch ‚Świnoujście‘, Ort auf der Insel Usedom in der Woiwodschaft Westpommern, Polen | 8. Okt. 1874        | Die Straße ist nur bis zur Rügener Straße befahrbar. Im restlichen Teil ist das Straßenland in Grünflachen umgewandelt worden. Die Straße wurde aus den ersten Plannummernstraßen Straßen 33, 40, 41, 48, 49, 52 und 68, Abt. XI des Bebauungsplans zusammengefasst. Ein Teil der Straße liegt im Ortsteil Mitte. | Swinemünder Straße                                                                                         |
| Theodor-Heuss-Weg (Lage)      | 0240                                                   | Theodor Heuss (1884–1963) erster Bundespräsident der Bundesrepublik Deutschland. | um 1954             | Die Straße erschließt die in den 1950er Jahren errichtete Ernst-Reuter-Siedlung. | Theodor-Heuss-Weg                                                                                          |
| Thurneysserstraße (Lage)      | 0230                                                   | Leonhard Thurneysser (1531–1595 oder 1596), Gelehrter und Wunderdoktor am Hofe des Brandenburger Kurfürsten Johann Georg | 17. März 1891       | Der erste Name war Straße 62a, Abt. XI/2 des Bebauungsplans. Im Haus Nr. 3 wurde 1943 die Sängerin Manuela (bürgerlich Doris Wegener, † 2001) geboren. | Thurneysserstraße                                                                                          |
| Travemünder Straße (Lage)     | 0350                                                   | Travemünde, Stadtteil von Lübeck in Schleswig-Holstein | 28. Juni 1907       | Der erste Name war Straße 66a, Abt. X/2 des Bebauungsplans. | Travemünder Straße                                                                                         |
| Tromsöer Straße (Lage)        | 0400                                                   | Tromsø, Hauptstadt der norwegischen Provinz Troms | 11. Dez. 1940       | Der erste Name war Straße 69c des Bebauungsplans. Sie erhielt ihren Namen in der Zeit der deutschen Besetzung Norwegens durch die Wehrmacht (Juni 1940 bis Mai 1945). | Tromsöer Straße                                                                                            |
| Uferstraße (Lage)             | 0620                                                   | Ufer der Panke, an der die Straße entlangführt | 1827                | Bei der Parzellierung der Weddinger Ländereien wurde die Straße neu angelegt. | Uferstraße                                                                                                 |
| Usedomer Straße (Lage)        | 0580                                                   | Usedom, Insel in der Ostsee vor dem Stettiner Haff | 16. März 1886       | Die Verlängerung der Usedomer Straße, die von 1877 bis 1886 Am Viehhof hieß, bekam am 10. April 1886 ebenfalls diesen Namen. – Bemerkenswert ist hier (Parzelle 11) ein Kirchengebäude aus dem Jahr 1963, an dessen Stelle bereits 1894 eine evangelisch-altlutherische Gemeinde ihr Gotteshaus besessen hat. | Usedomer Straße                                                                                            |
| Vinetaplatz (Lage)            | 0180 × 100                                             | Vineta, ist der Name einer sagenhaften Stadt an der südlichen Ostseeküste | 8. Okt. 1874        | Der erste Name war Platz E, Abt. XI des Bebauungsplans. | Vinetaplatz                                                                                                |
| Voltastraße (Lage)            | 0570                                                   | Alessandro Volta (1745–1827), italienischer Physiker. | 7. Juni 1896        | Der erste Name war Straße 86a, Abt. IX des Bebauungsplans. | Voltastraße AEG Bahnwerk                                                                                   |
| Wattstraße (Lage)             | 0330                                                   | James Watt (1736–1819), schottischer Erfinder, der die Dampfmaschine wesentlich verbesserte | 1. Sep. 1897        | Der erste Name war Straße 86c, Abt. IX des Bebauungsplans. Zu Anfang des 20. Jahrhunderts entstand in dieser Straße (Hausnummer 16) ein Neubau für eine Schule nach Plänen des Architekten Paul Hesse, in welcher sich auch die Steuereinnahmestelle einrichtete. | Wattstraße                                                                                                 |
| Weddingstraße (Lage)          | 080                                                    | Weddinger Vorwerk | nach 1827           | Die Weddingstraße wurde auf Veranlassung des Berliner Magistrats 1817 zwischen dem Vorwerksgehöft und dem Garten des Vorwerks angelegt. | Weddingstraße                                                                                              |
| Wiesenstraße (Lage)           | 0620                                                   | Gärten und Wiesen des Vorwerks Wedding | 1827                | Bei der Parzellierung des Wedding wurde die Straße neu angelegt. Auf der Karte von 1827 ist die Straße bereits namentlich eingezeichnet. | Wiesenstraße                                                                                               |
| Wilhelm-Kuhr-Straße (Lage)    | 0250 (im Ortsteil)                                     | Wilhelm Kuhr (1865–1914), Jurist und Kommunalpolitiker | 1915                | Ein Teil der Straße verläuft in Pankow. | Wilhelm-Kuhr-Straße                                                                                        |
| Wilhelm-Zermin-Weg (Lage)     | 060                                                    | Wilhelm Zermin (1882–1973), Unternehmer und Geschäftsführer des Vaterländischen Bauvereins | 11. Feb. 1983       | Der erste Name war Straße 103/1 des Bebauungsplans. | Wilhelm-Zermin-Weg                                                                                         |
| Wolgaster Straße (Lage)       | 070                                                    | Wolgast, Stadt im Landkreis Vorpommern-Greifswald, Mecklenburg-Vorpommern | 9. Juni 1874        | Der erste Name war Straße 38, Abt. XI des Bebauungsplans. | Wolgaster Straße                                                                                           |
| Wollankstraße (Lage)          | 0270 (im Ortsteil)                                     | Friedrich Adolph Wollank (1833–1877), Jurist, Gutsbesitzer und Kommunalpolitiker | um 1882             | Die vorherigen Namen waren Prinzenweg (um 1703 bis vor 1877) und Prinzenstraße (vor 1877 bis um 1882). Ein Teil der Straße verläuft in Pankow. | Wollankstraße                                                                                              |
| Wolliner Straße (Lage)        | 0340 (im Ortsteil)                                     | Wollin, Ort auf der Insel Wolin (auch Wollin) in der Woiwodschaft Westpommern, Polen | 6. Dez. 1874        | Die ersten Namen waren Straße 42 und Straße 42a, Abt. XI des Bebauungsplans. Ein Teil der Straße liegt im Ortsteil Mitte. | Wolliner Straße                                                                                            |
| Wriezener Straße (Lage)       | 0420                                                   | Wriezen, Stadt im brandenburgischen Landkreis Märkisch-Oderland | 10. März 1873       | Der erste Name war Straße 81, Abt. X/2 des Bebauungsplans. | Wriezener Straße 10–11 Villa Schott                                                                        |
| Zechliner Straße (Lage)       | 0160                                                   | Dorf und Flecken Zechlin, Ortsteile der brandenburgischen Stadt Rheinsberg im Kreis Ostprignitz-Ruppin | 3. Mai 1895         | Der erste Name war Straße 80a, Abt. X/2 des Bebauungsplans. | Zechliner Straße                                                                                           |
| Zingster Straße (Lage)        | 090                                                    | Zingst, Ostseebad auf der Halbinsel Fischland-Darß-Zingst in Mecklenburg-Vorpommern | 6. Juli 1927        | Der erste Name war Straße 10g. | Zingster Straße                                                                                            |

## Weitere Örtlichkeiten in Gesundbrunnen

### Wohnsiedlungen

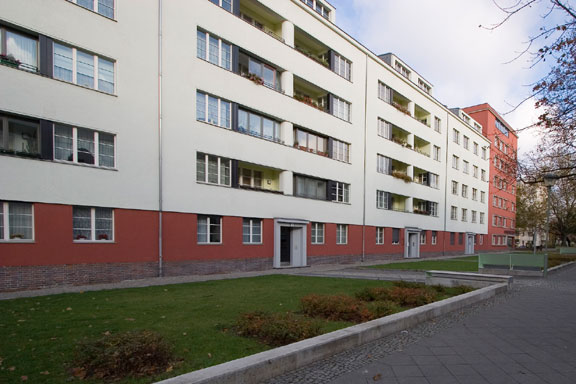
Gartenstadt Atlantic in der Behmstraße

- Ernst-Reuter-Siedlung
- Gartenstadt Atlantic
- Soldiner Kiez
- Brunnenviertel

### Kleingartenanlagen (Kolonien) und Privatgärten

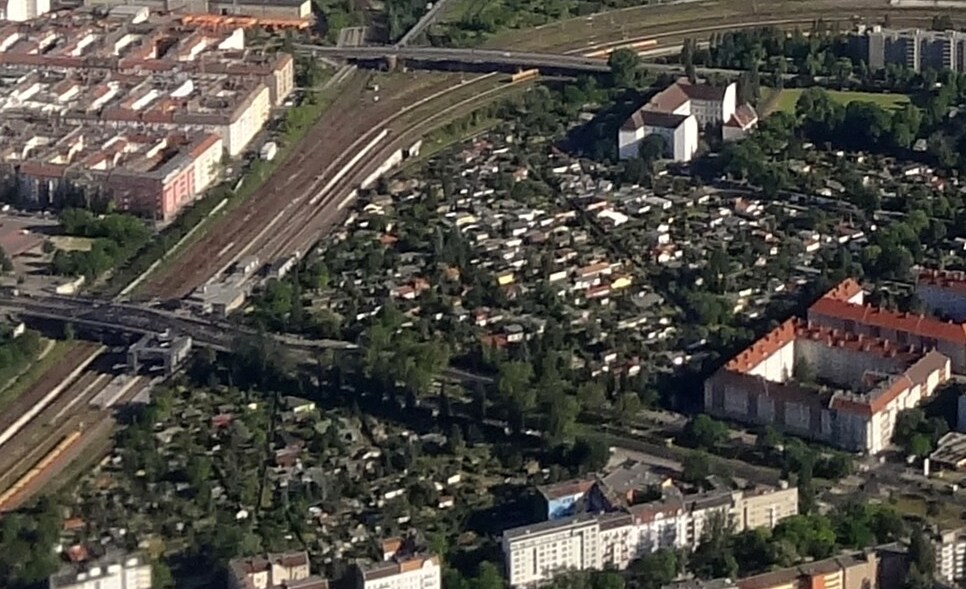
Luftbild der KGA Sandkrug

Im Ortsteil befinden sich nach der Fläche und Parzellenanzahl ein Viertel der Kleingartenanlagen (KGA) des Bezirks Mitte. Berliner Kleingartenanlagen sind im Kleingartenentwicklungsplan (KGEP) und als Postanschrift im Regionalen Bezugssystem (RBS) mit einer Straßennummer notiert. Im Bestand sind die meisten Anlagen im Ortsteil nicht durch Darstellung als Grünland (Kleingärten) im Flächennutzungsplan (FNP) geschützt.
- Kolonie ‚Eintracht an der Panke‘ (Soldiner Straße 46–51, KGEP: 1004, RBS: 16206, Lage): Die Kleingartenanlage ist im Entwicklungsplan mit 23 Parzellen auf 3462 m² als fiktive[40] Daueranlage[41] vermerkt, hinzu kommen noch fünf Parzellen auf Privatland von 1462 m², die durch den Eintrag im FNP ebenfalls gesichert sind.[42] Die KGA liegt südlich der Soldiner Straße westlich der Panke.
- Kolonie ‚Holzweg‘ (Koloniestraße 99, KGEP: 1007, RBS: 6459, Lage): Diese Dauerkleingartenanlage[43] liegt mit 42 Parzellen auf 12.582 m² landeseigenem Pachtland. Diese KGA befindet sich neben der KGA Sommerglück zur Holzstraße.
- Kolonie ‚Grüntal‘ (Grüntaler Straße 58, KGEP: 1006, RBS: 6403, Lage): 14 Parzellen dieser Dauerkleingartenanlage[43] befinden sich auf 3296 m² Landesland. Die Anlage liegt am Ostrand des Ortsteils an der Nordbahn nördlich vom S-Bahnhof Bornholmer Straße.
- Kolonie ‚Nordkap‘ (Heinz-Galinski-Straße, KGEP: 1011, RBS: 6590, Lage) ist mit 36 Parzellen auf 7771 m² Landesland eine zeitlich bis 2020 gesicherte Gartenanlage[44] südlich der Osloer Straße am Gelände des Jüdischen Krankenhauses und könnte beim Ausbau des Stadtrings in Verlängerung der Seestraße für den Straßenausbau entwidmet werden.
- Kolonie ‚Panke‘ (Koloniestraße 48–56, KGEP: 1013, RBS: 6600, Lage): 153 Parzellen sind auf 40.867 m² Landesland als dauerhafte Anlage[43] im Entwicklungsplan verzeichnet, allerdings gehören auch 27 Parzellen auf Privatland (6638 m²) zur Anlage die in Stufe Ia als ungesichert im Bestand gelten,[45] da keine Darstellung im FNP vorliegt. Die Anlage liegt zwischen Koloniestraße und Panke nördlich der Heubuder Straße.
- Kolonie ‚Pankegrund‘ (Fischhauser Weg, KGEP: 1014, RBS: 6601, Lage) ist eine Dauerkleingartenanlage[43] mit 33 Parzellen auf 10.756 m² landeseigenem Pachtland. Diese KGA liegt zwischen den Wohnhäusern der Koloniestraße und der Panke nördlich der KGA Panke bis an die Gustav-Böß-Sportanlage (Kühnemannstraße) im Nordosten des Ortsteils
- Luftbild der KGA SandkrugKGA ‚Sandkrug‘:[46] Die Kolonie Sandkrug ist nicht im Kleingartenentwicklungsplan aufgenommen, da sie nach dem Willen der Siedlergemeinschaft nicht als Kleingartenkolonie nach Bundeskleingartengesetz, sondern als Eigentümergärten gewidmet wurde. Im amtlichen Straßenregister hat sie eine eigene Nummer: 6666. Die Siedlung ‚KGA Sandkrug I‘ (Lage) liegt im Nordwest-Bogen am Nordkreuz der S-Bahn zwischen Bahnhof Gesundbrunnen und Bornholmer Straße an der Bornholmer Straße. Die Siedlung wird von Bahnlinie, Sonderburger / Mönkeberger / Ellerbeker Straße und den Sportplätzen und der Schule an der Behmstraße begrenzt. Die Fortsetzung der Gartenanlage nördlich der Bornholmer Straße (Bösebrücke) als ‚Kolonie Sandkrug 2‘ reicht in die KGA ‚Wiesengrund‘. In der Kolonie[47] sind die Gartenwege als Grundstücke adressiert und benannt. Südlich der Mönkeberger Straße liegen Paulstraße (Mönkeberger Straße 1), Ernststraße (Nr. 7), Fritzstraße (Nr. 9) in KGA ‚Sandkrug I‘. Im nördlichen Teil zur Bornholmer Straße liegen Auguststraße (Mönkeberger Straße 2) und Georgstraße (Nr. 8), die Schulstraße (Ellerbeker Straße 12) erschließt die Gärten nördlich der Rudolf-Wisell-Grundschule. Als Hauptweg läuft die Parkstraße (Sonderburger Straße 18) durch die Anlage, von der geht nach Nordost Richtung Bornholmer Straße die Maxstraße ab, rechtwinklig von dieser nach Südost die Krumme Straße und von dieser wiederum quer die Karlstraße abgehend. Im Süden der Anlage erschließt der Otto-Miethke-Weg Grundstücke nach Osten bis an das Bahngelände und die Ortsteilgrenze (Bezirksgrenze Mitte zu Pankow). Die Abteilung II wird zur KGA ‚Wiesengrund‘ vom Grünen und dem Wiener Weg getrennt und Zugang zu den Parzellen ist der Rosenweg. Das Gebiet war ursprünglich mit den durchgehend projektierten Nachbarstraßen geplant. Die Schule hieß 43. und 48. Volksschule, ab 1938 1. und 2. Volksschule, in der Nachkriegszeit wird die Fläche vom Kleingartenverein Sandkrug belegt, bereits mit Kolonie Sandkrug II. Durch die Grenzlage nach 1961 gegenüber der Berliner Mauer (über die geteilte Bahnlinie) blieb die Koloniefläche unverändert. Die Siedlergemeinschaft Sandkrug I liegt südlich der Bornholmer Straße. Alle Wege durch die Siedlung enden als Sackgasse, betreten werden kann die Anlage für Nichtsiedler nur an der Bornholmer oder Sonderburger Straße.[48]
- Kolonie ‚Sankt Georg‘ (Reinickendorfer Straße 59a, KGEP: 1200, RBS: 6671, Lage) ist mit 12 Parzellen auf 3000 m² Privatland eine ungesicherte Gartenanlage[45] südlich der Osloer Straße im Gelände des Seniorenheims und wäre beim Ausbau des Stadtrings in Verlängerung der Seestraße für den Straßenausbau fällig.
- Kolonie ‚Scherbeneck 1902‘ (Kühnemannstraße, KGEP: 1019, RBS: 6673, Lage): Die Anlage liegt mit 31 Parzellen auf 8945 m² Landesland und mit 16 Parzellen auf 4799 m² Privatland. Auf Grund der Eintragung im Flächennutzungsplan als Grünland (Kleingärten) sind die Gärten auf dem Landesland als fiktive[40] Daueranlage[41] im Bestand gesichert. Für die anderen Parzellen ergibt sich aus der Eigentumsform[49] nur eine zeitliche Sicherung bis 2020, solange kein Bebauungsplan den Bestand der Anlage als KGA sichert. Die KGA am Nordrand des Ortsteils liegt hinter den Wohnhäusern der Papierstraße (9–18) und der Provinz- und Kühnemannstraße, die bereits in Reinickendorf liegen.
- Kolonie ‚Sommerglück‘ (Koloniestraße, KGEP: 1020, RBS: 6702, Lage): 37 Parzellen liegen auf 11.674 m² landeseigenem Pachtland, die im Flächennutzungsplan für eine andere Nutzung als Gartenland vorgesehen sind, da auch kein Bebauungsplan besteht ist die Anlage nur zeitlich bis 2020 geschützt.[49] Diese KGA befindet sich neben der KGA ‚Holzweg‘ an der Koloniestraße zum Sackgassenende der Papierstraße.
- Kolonie ‚Steegerstraße‘ (Steegerstraße, KGEP: 1027, RBS: 6737, Lage) diese Kleingartenanlage auf dem Streifen zwischen der Straße und der Nordbahn liegt mit 13 Parzellen auf 5287 m² Privatland und ist jedoch im Bestand nicht gesichert.[45]
- Kolonie ‚Wiesengrund(-Nord)‘ (Grüntaler Straße 46, KGEP: 1025, RBS: 6833, Lage): Diese Kleingartenanlage besitzt 82 Parzellen. Die Anlage mit 24.844 m² landeseigenem Pachtland ist im FNP für eine andere Nutung dargestellt und deshalb nur zeitlich (bis 2020) im Bestand gesichert.[49] Die Anlage befindet sich nördlich der Bösebrücke am Ostrand des Ortsteils.
- Kolonie ‚Wilhelm-Kuhr(-Straße)‘ (Kattegatstraße, KGEP: 1026, RBS: 6843, Lage) ist eine mit acht Parzellen kleine nur zeitlich (bis 2020) im Bestand gesicherte Kleingartenanlage auf 1855 m² landeseigenem Land, das nach Flächennutzungsplan für eine andere Anwendung dargestellt ist.[49] Die Anlage liegt an der Südostecke der Wilhelm-Kuhr- zur Kattegatstraße gegenüber der Andersenschule.

### Parks und sonstige Anlagen
- Volkspark Humboldthain

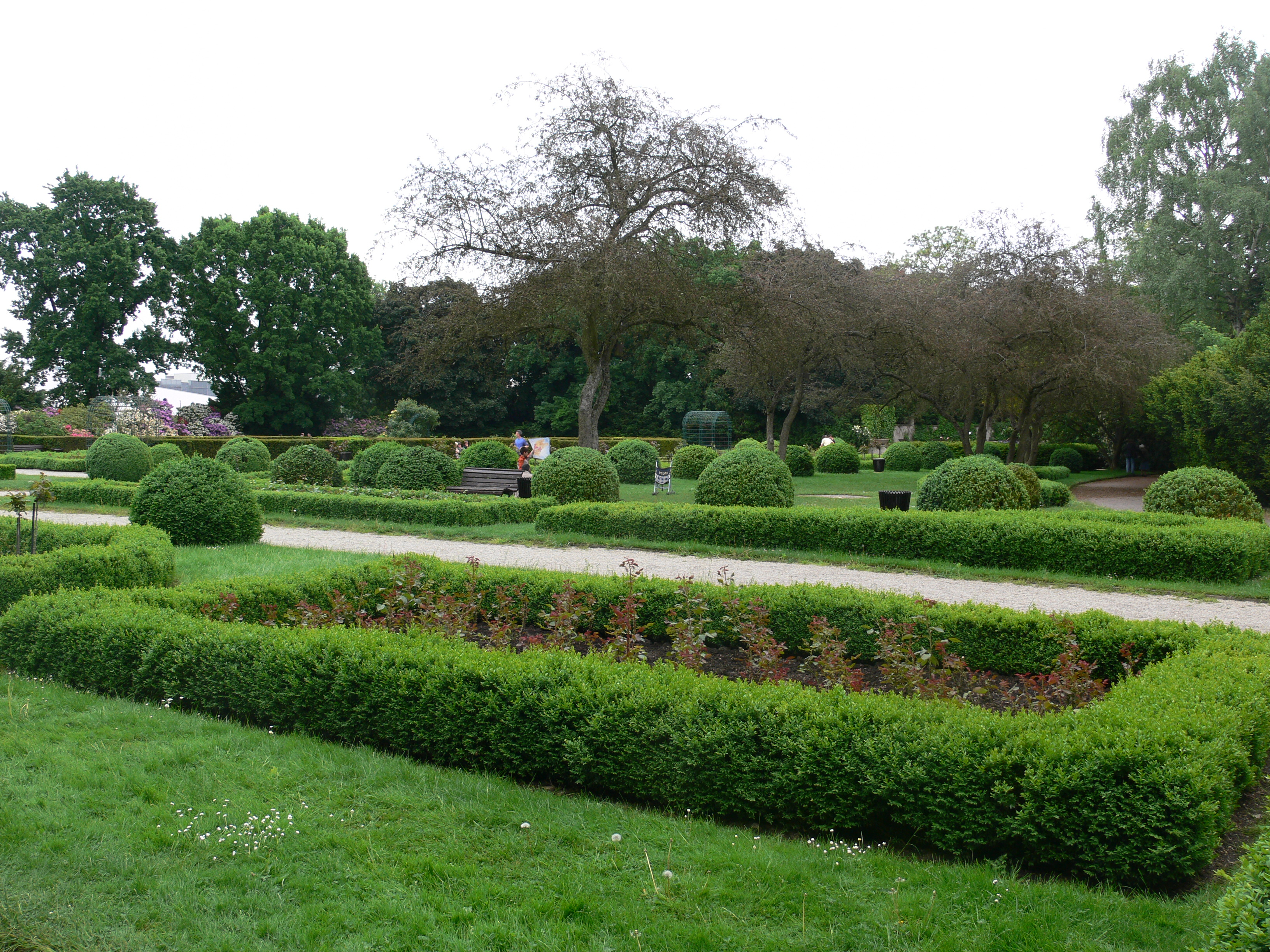
Volkspark Humboldthain

- Ehemaliges AEG-Gelände mit dem Innovations-Zentrum Berlin Management GmbH (IZBM) und dem Berliner Innovations- und Gründerzentrum (BIG)
- Grünflächen an der Panke
- Brunnenplatz
- Dorotheenstädtischer Friedhof II